# ARFF
ARFF (Attribute Relationship File Format, formato di file con attributi e relazioni) è un formato per un file testo, utilizzato per memorizzare dati in database. Viene utilizzato per l'analisi dei dati con Weka. In questo file, i campi vengono strutturati nel seguente modo (Tabella relazionale "weather"): 
```
@relation weather
@attribute outlook {sunny, overcast, rainy}
@attribute temperature real
@attribute humidity real
@attribute windy {TRUE, FALSE}
@attribute play {yes, no}

@data
sunny,85,85,FALSE,no
sunny,80,90,TRUE,no
overcast,83,86,FALSE,yes
rainy,70,96,FALSE,yes
rainy,68,80,FALSE,yes
rainy,65,70,TRUE,no
overcast,64,65,TRUE,yes

```

È presente la lista degli attributi (@attribute...) e i valori che possono assumere, e successivamente 7 righe di dati (@data) dove vengono riportati per ogni campione i 5 attributi ottenuti.